# أوين رايت
أوين رايت (بالإنجليزية: Owen Wright) هو متركمج أسترالي، ولد في 16 يناير 1990 في Culburra Beach ‏ في أستراليا.

## وصلات خارجية
- أوين رايت على موقع الرابطة العالمية لركوب الأمواج (الإنجليزية)
- أوين رايت على موقع EncyclopediaOfSurfing.com (الإنجليزية)
- أوين رايت على موقع اللجنة الأولمبية الدولية (الإنجليزية)
- أوين رايت على موقع أوليمبيديا (الإنجليزية)
- أوين رايت على موقع اللجنة الأولمبية الأسترالية (الإنجليزية)